# Андреу Жакоб

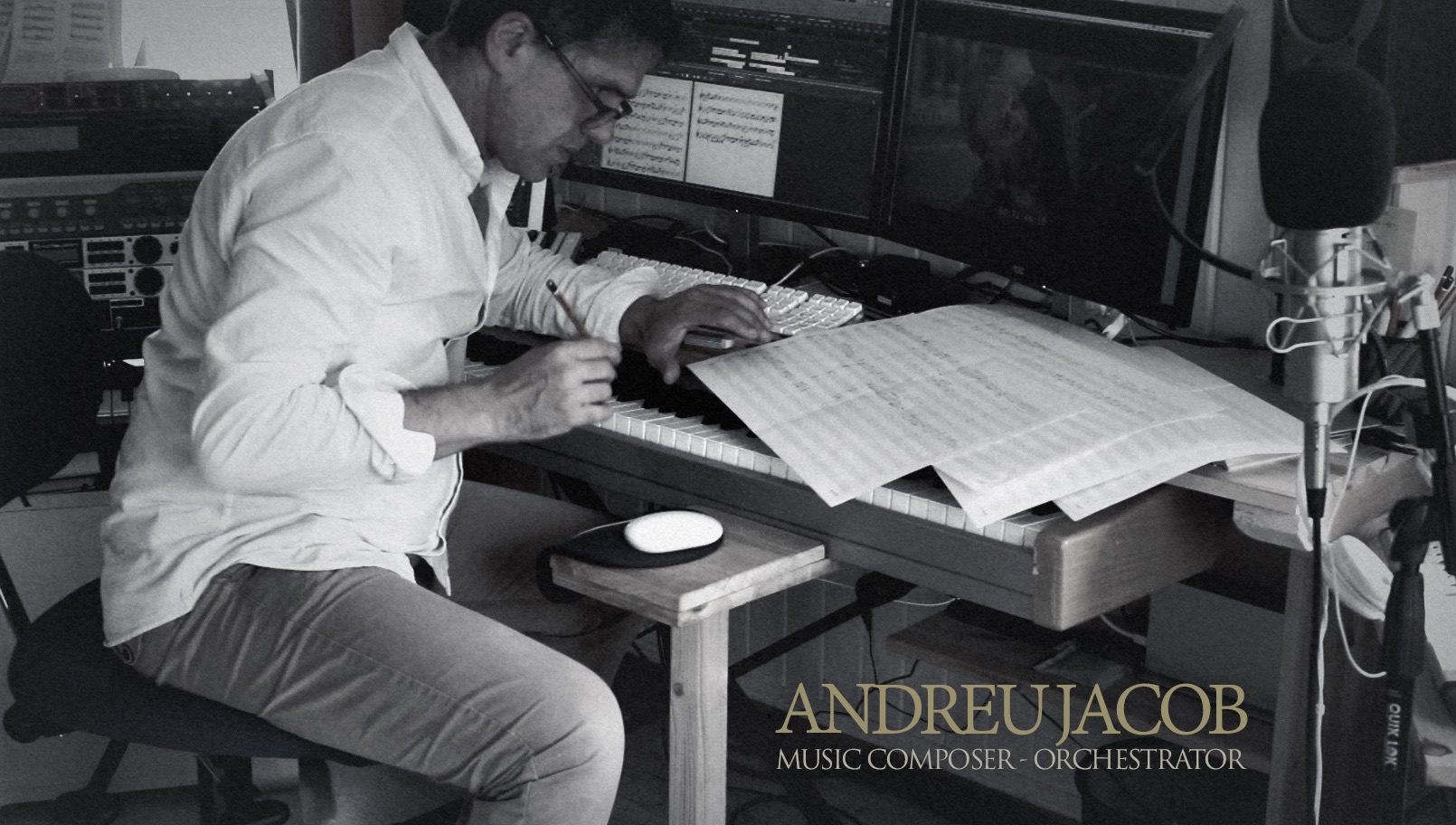
Andreu Jacob working in the soundtrack «The Real Screenplay» Moscow © 2018

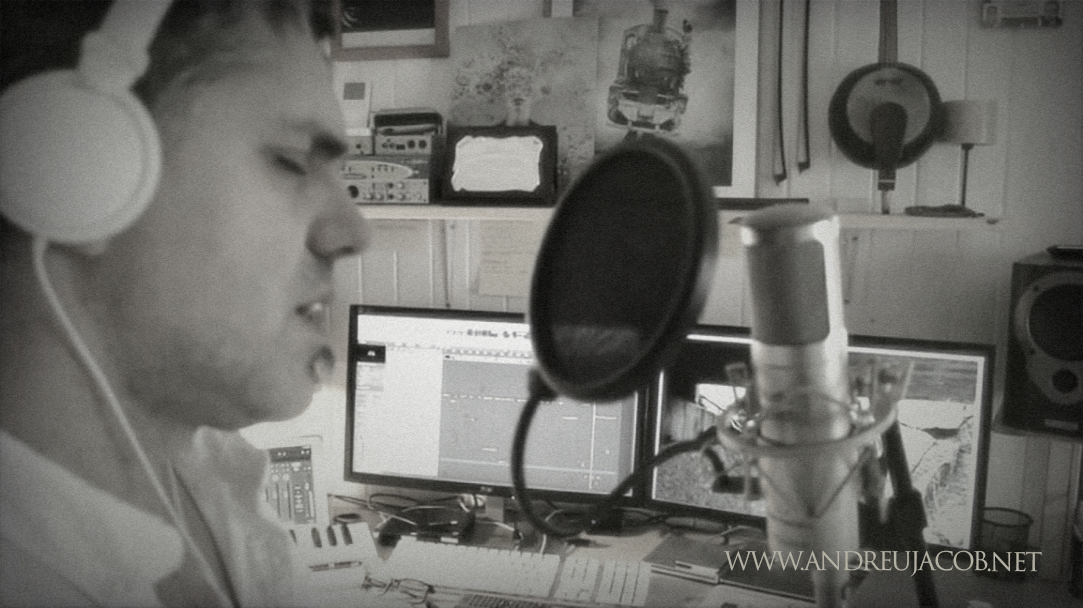
Andreu Jacob working in the soundtrack «SANCTUARY» Sweden & Norway © 2017

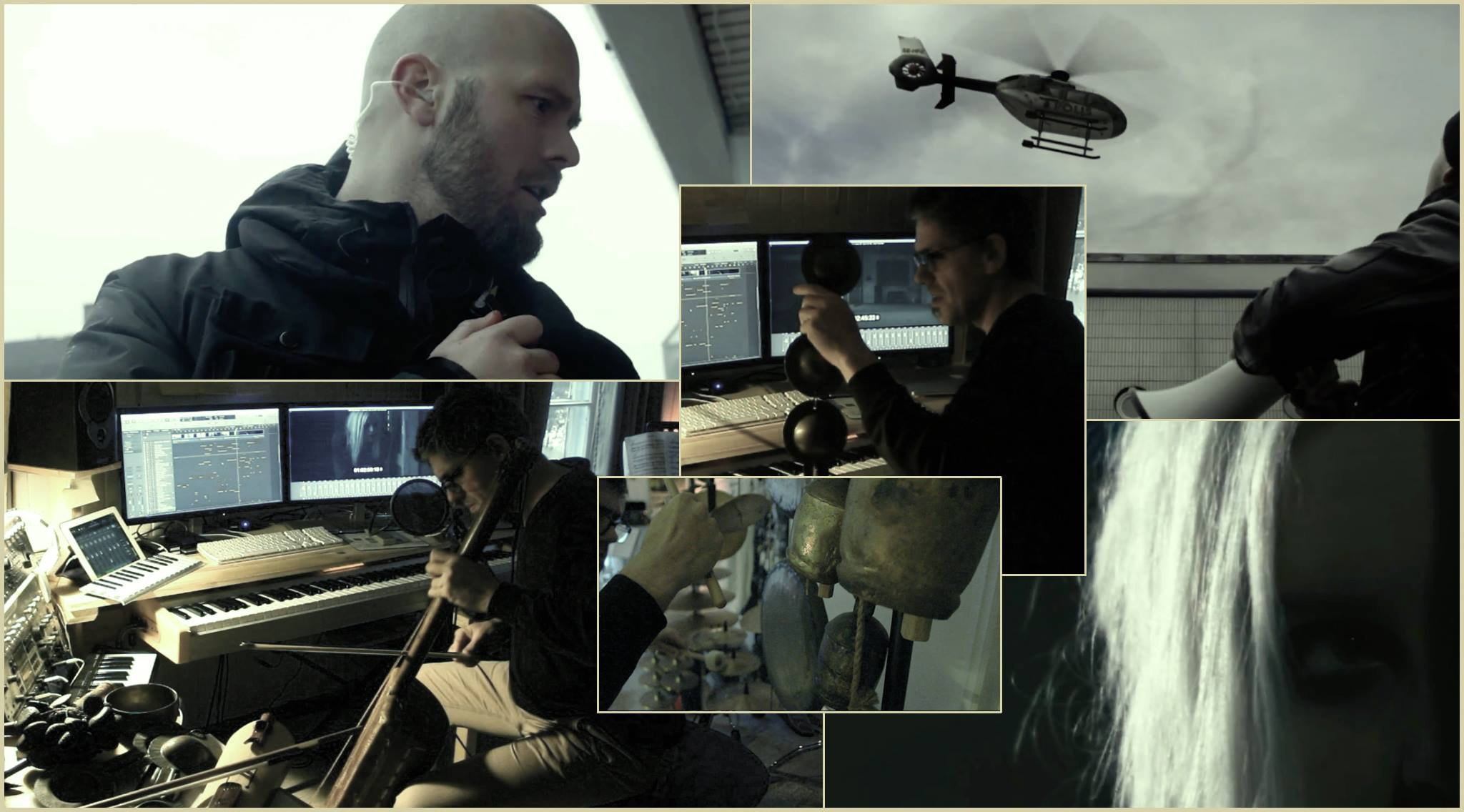
Andreu Jacob working in the soundtrack " BRINN SOM SOLEN " Sweden © 2018

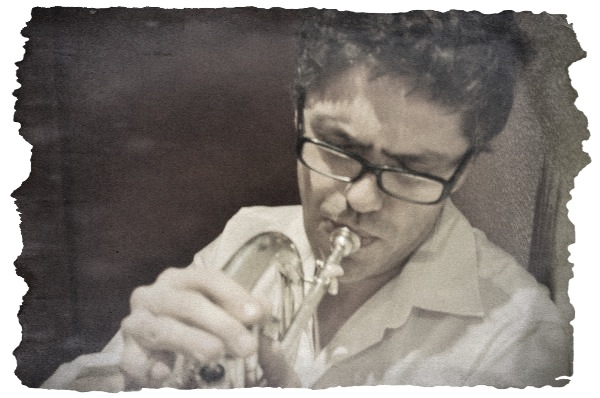
Composer

Эндрю Джейкоб Мартинес Фольетти (кат. Andreu Jacob Martinez Foglietti; род. 1971, Барселона) известный как «Эндрю Джейкоб» — каталанский композитор. Эндрю Джейкоб работает в таких музыкальных направлениях, как классическая и современная музыка, джаз, фламенко и др. Имеет большой опыт в сфере медиа, телевидения, кино, а также опыт студийной работы. Помимо прочего, Эндрю Джейкоб является талантливым мультиинструменталистом, продюсером и аранжировщиком.

## Биография
Эндрю Джейкоб Мартинес Фольетти родился в 1971 в Барселоне в Каталонии(Испания). Его семья проживала в бедном районе Раваль (Испания). Интерес к музыке Джейкоб начал проявлять с 9 лет. В 1980 он поступил в музыкальную школу Барселоны Conservatorio Superior de Música del Liceo.
В 14 лет Эндрю Джейкоб начал работать с каталанским гитаристом Max Sunyer. Во время работы он изучал самостоятельно такие инструменты, как барабан, гитара, труба, пиано, лютня. Эндрю брал уроки у известного испанского музыканта Сальвадор Ниебла (исп. Salvador Niebla), с которым позже создал творческий союз.
Эндрю принял участие в престижном 75-м конкурсе композиторов в Мадриде «Círculo de Bellas Artes», заняв первое место. Помимо этого, он изучал плотницкое дело в Барселоне, а также архитектурную акустику во Франции. В 1990 году выпустил свой первый альбом. В 23 года Эндрю принял участие в престижном международном джазовом фестивале в Кракове, (Польша), а также в Замостье (Zamosc).
В 1995 году, в возрасте 24 лет, Эндрю получил первое спонсорство от международной компании Paiste, проработав с ней до 2007 года. После окончания контракта с фирмой Paiste, он начинает работать со своим новым спонсором Zildjian. Начиная с 2001 года, Эндрю Джейкоб считается одним из самых престижных музыкантов. Он принимает участие в многочисленных тестированиях кинематографии, в демонстрациях музыкальных организаций и производителей. О нём пишут многие мировые журналы и газеты, посвященные искусству. Эндрю Джейкоб работает с такими известными международными брендами, как Zildjian, Evans, Tama, Soundart, Casio, PRK Percussions, Music Distribución, Musicmania, Ventamátic, Directworld, Adagio, Native Instruments, Clavia, Steinberg, Propellerhead, Phantom sound, Microfusa, MI7.
Он участвовал в организации и проведении многих джазовых фестивалей] и международных музыкальных семинаров в Германии, Англии, Португалии, Польше, Испании, Франции, Швеции, Норвегии. Эндрю Джейкоб неоднократно выступал с концертами в различных городах мира — Нью-Йорк, Берлин, Порто, Барселона, Мадрид и.т.д. и вел различные мастер-классы в престижных международных музыкальных заведениях en Conservatorios superiores de música, centros de enseñanza.
За свою музыкальную карьеру Эндрю Джейкоб сотрудничал и играл с такими музыкантами мирового уровня, как: Chano Domínguez, Miguel Poveda, Guadiana, Max Sunyer, Albert Bover, Salvador Niebla, Jordi Bonell, Alicja Satrurska, The Great Resonance Choral (Polonia), Michael Grossman, Maksim Dedikov, Errol Woiski, Miles Griffith, Santi Arisa, Esther Estrada, Rob Stillman, Choral Zangensemble SLAVA (Holanda), Chema Vilchez, Marina Albero, Juan Gómez «Chicuelo», Conrad Setó, Jordi Rallo, George Soler, Mario Lecaros, Gorka Benitez, Big band « Taller de Músics», Jordi Gaspar, Nacho Romero, Antonio Mesa, Juan de Diego и многими другими. Также он работал с известными литературными поэтами, как: José María Herranz, Luis Antonio de Villena и María Esperanza Párraga.
В 2012 году композитор Эндрю Джейкоб переезжает в Швецию для дальнейшего творческого развития. Спустя год переезжает в Норвегию, где живёт и работает сегодня.
В Норвегии Эндрю Джейкоб создал свою компанию под названиемA. Jacob’s NORGE productions
На данный момент Джейкоб работает в нескольких проектах с известными графическими художниками, дизайнерами такими как: Peter Gric , Thomas Dodd, Gottfried Helnwein , Ian Brodie, Laurie Lipton, Lara Zankoul, Peter Coulson , Viviana Gonzalez, Alex Timmermans, Tommy Ingberg, Brooke Shaden, Liv Solberg, Bjørn Tore Manuel и т.п ..

## Другая деятельность
- Выступление с музыкальной программой «Expanding the Space» в 57-м Международном Космическом Конгрессе[16]
- Мастер-классы в Aula de Musica Moderna i Jazz в Консерватории Superior de Música del Liceo в 2004.
- Мастер-классы и вел семинары в Taller de Musics в Барселоне с 2004 до 2007.
- Мастер-классы в институте SAE (Барселона / Мадрид) с 2008 до 2010.

## Номинации, Награды
- Номинация на лучший альбом в стиле Джаз-фьюжн OUTSIDE (2009)
- Номинация на лучший альбом года OUTSIDE (2009[17]
- Номинация на лучший альбом в стиле Джаз-фьюжн BLOW (2010)[18]
- Номинация на лучший альбом года BLOW (2010).
- Номинация лучшего звукооператора альбома BLOW[19]
- Номинация на лучший альбом в стиле Джаз-фьюжн EYES OF GOD | Глаза Господа(2011).
- Номинация на лучший альбом года EYES OF GOD | Глаза Господа (2011).
- Номинация лучшего звукооператора альбома EYES OF GOD | Глаза Господа[20]
- Номинация Jacz 2009 awards за лучший альбом OUTSIDE (2009).
- Номинации в разныx категорияx MUM (2007—2009)[21]
- 22 Special Production Award Generalitat de Catalunya, Департамент Культуры (Tour Ressons).
- 37 Фестиваль de Jazz de Barcelona Ethno Synthetic Jazz production.
- «Laura está sola», «Ninfa de oro» Фестиваль в Барселоне 2003
- «La memoria de los peces» Фестиваль Праги 2004

## Работы
```
Будучи аранжировщиком, работал со многими  известными исполнителями. Является автором музыки для таких фильмов,  как:  настоящий-сценарий / The Real Screenplay © 2018 (Russia), Innocent MARA © 2018 (Sweden), SANCTUARY © 2017 (Sweden / Norway), Humans © 2017 (Sweden), EXUVIA © 2019 (Canada), Lili ser Dig © 2018 (Sweden), THE GREAT HUMAN CRIME © 2019 (Sweden), LOVE © 2018 (Norway), Brinn Som Solen © 2018 (Sweden), "
Laura esta sola
" de Lauren Films (2003), "
La memoria de los peces
" de Manga Films (2004), "
Glamour sex
" de Coco Films (2003), "
Private Château
" de Private Films 2005,"
El mar no es azul
" de Manga Films (2005), "
Arcus de Biart
" de Manga Films (2004), "
La entrega
" de Bert Palmen (2004) o "
Buhos
" de Plimlico Artworkz (2003).
```

### Публикации
1. El Valle de Cabuérniga (1990)
2. The perfume of honey (1997)
3. 6666 (1998)
4. Dragon Dreams Vol. I (2000)
5. Dragon Dreams Vol. II (2000)
6. Digital Loneliness (2001)
7. A.Jacob v.1.0 — Black (2002)
8. A.Jacob v.1.0 -White (2002)
9. The pious sinner (2003)
10. Uelhuxe (2003)
11. Blind passenger to Kamtschka (2004)
12. Home das Bubas Vol. I (2005)
13. Home das Bubas Vol. II (2005)
14. Die enttaeuschung des Hans Castorp (2006)
15. Natural Order (2007)
16. Outside (2008)
17. BLOW (2009)
18. Ojos de Dios (2010)
19. Mlechny put (2011)
20. Manuscritos para Anastasía (2012)
21. Amargo despertar (2012)
22. Ett nytt land utanför mitt fönster (2013)
23. I miss you (2013)
24. My sweet love (2013)
25. Guds Øyne (2014)
26. Manuskripter til Anastasia (2014)

ОБНОВЛЕНИЕ

### Коллективные работы
1. Acid by Vanguard School (1995)
2. Resonance by Vanguard School (1995)
3. Boing Boing (2002)
4. Batería Total (1998)
5. Jazz i Noves Músiques de Catalunya 7 (2001)
6. Jazz i Noves Músiques de Catalunya 9 (2003)
7. Jazz i Noves Músiques de Catalunya 10 (2004)
8. JAÇZ Nº1 (2004)
9. Revista de Jazz 04 (2005)
10. Projet ONE / Maxi Tuning (2003)
11. Razzmatazz 03 (2006)
12. Ukiyohe Behaviour (2003)
13. A los viejos Maestros / El niño de la Chata (2010)
14. Hope / Crystina Maez (2010)
15. Todo en beso / Malena placeres (2008)
16. Eva / gremio afiliado de joyeros (2006)
17. Respiraire / Maite Barrera (2011)

### Саундтреки
1. Настоящий сценарий / The Real Screenplay (2018)
2. SANCTUARY (2017)
3. Humans (2017)

ОБНОВЛЕНИЕ

### Сотрудничество в саундтреках
1. Laura esta sola de LAUREN FILMS (2003)
2. La memoria de los peces de MANGA FILMS (2004)
3. Glamour sex de COCO FILMS (2003)
4. Private Château de PRIVATE FILMS (2005)
5. El mar no es azul de MANGA FILMS (2005)
6. Arcus de Biart de MANGA FILMS (2004)
7. La entrega de Bert Palmen (2004)
8. Buhos de Plimlico Artworkz (2003)

### Симфонии
1. Sinfonia nr. 24, Solens synfoni (2014)
2. Gumnerside — Kammerkonserte nº 2 (2014)
3. Sinfonia nr. 23, Rjukan Den evige omfavnelse av fjellet (2013)
4. Expanding the Space — 57th International Austronautical Congress, (2006)
5. Concierto para piano y orquesta nº 1, op. 36, en Si bemol mayor
6. Concierto para piano y orquesta nº 2, op. 225, en Do mayor
7. Concierto para piano y orquesta nº 3, op. 280
8. Missa solemnis, opus 38
9. Toccata C / Aram Chatshaturjan
10. La cathedrale engloutie / Claude Debussy
11. Symphonic Nr. 8 C- moll op. 65 / Dimitri Schostakowisich
12. Unter Grünen
13. Die Hundekatastrophe
14. El Valle de los Alientos op. 42